# Черна токачка
Черната токачка (Agelastes niger) е вид птица от семейство Токачкови (Numididae). Видът е незастрашен от изчезване.

## Разпространение
Разпространен е в Ангола, Камерун, Централноафриканска република, Демократична република Конго, Република Конго, Екваториална Гвинея и Габон Нигерия.